# Dunasziget
Dunasziget is een plaats (község) en gemeente in het Hongaarse comitaat Győr-Moson-Sopron. Dunasziget telt 1463 inwoners (2001).